# جون شفاب
جون شفاب (بالإنجليزية: John Schwab)‏ هو منتج تلفزيوني وموسيقي وممثل أمريكي، ولد في 15 سبتمبر 1972 في الولايات المتحدة.

## أعمال

### أفلام
- (2018) إبادة[3]

## وصلات خارجية
- جون شفاب على موقع IMDb (الإنجليزية)
- جون شفاب على موقع ميوزك برينز (الإنجليزية)
- جون شفاب على موقع ديسكوغز (الإنجليزية)
- جون شفاب على موقع قاعدة بيانات الفيلم (الإنجليزية)